# Selección de fútbol sub-17 de Omán
La Selección de fútbol sub-17 de Omán, también conocida como la Selección infantil de fútbol de Omán, es el equipo que representa al país en la Copa Mundial de Fútbol Sub-17 y en el Campeonato Sub-16 de la AFC, y es controlada por la Federación de Fútbol de Omán.

## Historial
Es la única representación de Omán que ha participado en mundiales de fútbol; actuó en tres ediciones y se destacó en la de Ecuador en 1995, en la que quedó en cuarto cuarto lugar, aparte de que uno de sus jugadores fue el mejor del mundial Mohammed Amar Al-Kathiri.
También han participado del torneo continental en 10 ocasiones, en los cuales ha ganado el título en 2 ocasiones y una semifinal.

## Palmarés
- Campeonato Sub-16 de la AFC: 2

1996, 2000

## Estadísticas

### Campeonato Sub-16 de la AFC
- de 1985 a 1992: No clasificó
- 1994:  Tercer lugar
- 1996:  Campeón
- 1998: Primera ronda
- 2000:  Campeón
- 2002: No participó
- 2004: Cuartos de final
- de 2006 a 2008: No clasificó
- 2010: Primera ronda
- 2012: Primera ronda
- 2014: Primera ronda
- 2016: Cuartos de final
- 2018: Cuartos de final
- 2023: No clasificó
- 2025: Primera ronda